# Platycnemis phyllopoda
Platycnemis phyllopoda är en trollsländeart som beskrevs av Alexander Michailovitsch Djakonov 1926. Platycnemis phyllopoda ingår i släktet Platycnemis och familjen flodflicksländor. Inga underarter finns listade i Catalogue of Life.